# Rajd Dunaju 1982
Rajd Dunaju 1982 (17. Danube Rallye 1982) – 17. edycja rajdu samochodowego Rajd Dunaju rozgrywanego w Rumunii. Rozgrywany był od 18 do 20 czerwca 1982 roku. Była czwarta runda Rajdowego Pucharu Pokoju i Przyjaźni w roku 1982, dwudziesta piąta (współczynnik 2) runda ERC w roku 1982 i piąta runda Rajdowych Mistrzostw Rumunii w roku 1982.

## Klasyfikacje rajdu
| Miejsce                                   | Kierowca                            | Pilot                               | Samochód                            | Czas                                | Strata                              |                                     |
| Klasyfikacja generalna, ERC i CoPaF       | Klasyfikacja generalna, ERC i CoPaF | Klasyfikacja generalna, ERC i CoPaF | Klasyfikacja generalna, ERC i CoPaF | Klasyfikacja generalna, ERC i CoPaF | Klasyfikacja generalna, ERC i CoPaF | Klasyfikacja generalna, ERC i CoPaF |
| ----------------------------------------- | ----------------------------------- | ----------------------------------- | ----------------------------------- | ----------------------------------- | ----------------------------------- | ----------------------------------- |
| 1.                                        | Leo Pavlík                          | František Šimek                     | Renault 5 Alpine                    | 3:54:05                             | 0.0                                 |                                     |
| 2.                                        | Vallo Soots                         | Toomas Putmaker                     | Lada VAZ 21011                      | 3:56:42                             | +2:37                               |                                     |
| 3.                                        | Nikołaj Bolszich                    | Igor Bolszich                       | Lada 1600                           | 3:57:44                             | +3:39                               |                                     |
| 4.                                        | Stojan Kolew                        | Bojko Ignatow                       | Renault 5 Alpine                    | 4:00:49                             | +6:44                               |                                     |
| 5.                                        | Václav Pech sen.                    | Jiří Janeček                        | Škoda 130 RS                        | 4:02:06                             | +8:01                               |                                     |
| 6.                                        | Georgi Petrow                       | Iwan Tonew                          | Renault 5 Alpine                    | 4:03:09                             | +9:04                               |                                     |
| 7.                                        | Tomasz Ciecierzyński                | Ryszard Żyszkowski                  | FSO Polonez 2000                    | 4:07:28                             | +13:23                              |                                     |
| 8.                                        | Andrzej Koper                       | Włodzimierz Krzemiński              | Renault 5 Alpine                    | 4:08:56                             | +14:51                              |                                     |
| 9.                                        | László Szuhanyik                    | Tibor Homan                         | Lada VAZ 21011                      | 4:10:49                             | +16:44                              |                                     |
| 10.                                       | Gheorghe Urdea                      | Dacian Banca                        | Dacia 1300                          | 4:15:19                             | +21:14                              |                                     |
| Klasyfikacja Rajdowych Mistrzostw Rumunii |                                     |                                     |                                     |                                     |                                     |                                     |
| 1.                                        | Gheorghe Urdea                      | Dacian Banca                        | Dacia 1300                          | 4:15:19                             | 0,0                                 |                                     |